# Златна брана
Златна брана (свк. Zlatá brána) је фестивал дечјих игара, песама, музике и фолклора војвођанских Словака.

## Историјат
Фестивал је основан 1993. године, када су Кисачани обележавали 220 година од доласка Словака у Кисач. Првобитни циљ фестивала је био да се деци улије љубав према властитој традиционалној култури, као и да се допринесе узајамној размени искустава културних радника и стручњака.
Први фестивал одржан је 23. маја 1993. године, када је Кисач био уједно и организатор Фолклорног фестивала „Танцуј, танцуј...“. На њему је учествовало 23 ансамбла из 17 средина, као и гости из Врбаса и Србобрана.
Манифестација сваке године окупља више од хиљаду учесника из свих словачких места у Србији, као и госте из иностранства.
Покровитељи фестивала су Министарство културе Републике Србије, Скупштина града Новог Сада и Месна заједница Кисач. „Златна Брана” се одржава на крају школске године (око 20. јуна) а обично траје три дана – петак, субота и недеља (гала концерт се састоји од два дела).